# دریاچه آراخلی
دریاچه آراخلی (انگلیسی: Arakhley) یک دریاچه در سرزمین زابایکالسکی کشور روسیه است.